# Osbert Sitwell

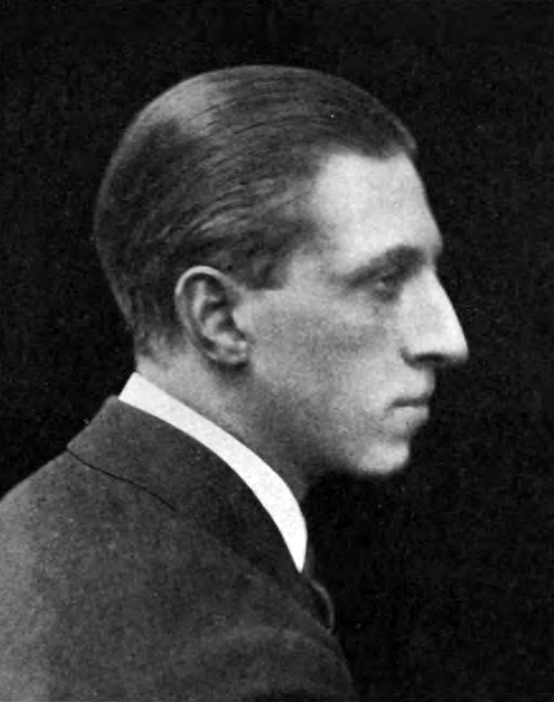
Osbert Sitwell, 1919

Sir Francis Osbert Sacheverell Sitwell, 5. Baronet CBE CH (* 6. Dezember 1892 in London; † 4. Mai 1969 auf Castello di Montegufoni bei Florenz) war ein britischer Schriftsteller und einflussreicher Kunstförderer. Unmittelbar nach dem Krieg kandidierte der durch die Kriegserfahrung zum Pazifisten gewordene Osbert Sitwell erfolglos für einen Sitz im britischen Unterhaus.  In den 1920er Jahren war er gemeinsam mit seinen Geschwistern Edith und Sacheverell Zentrum eines avantgardistischen kulturellen Zirkels.

## Leben

### Familienhintergrund

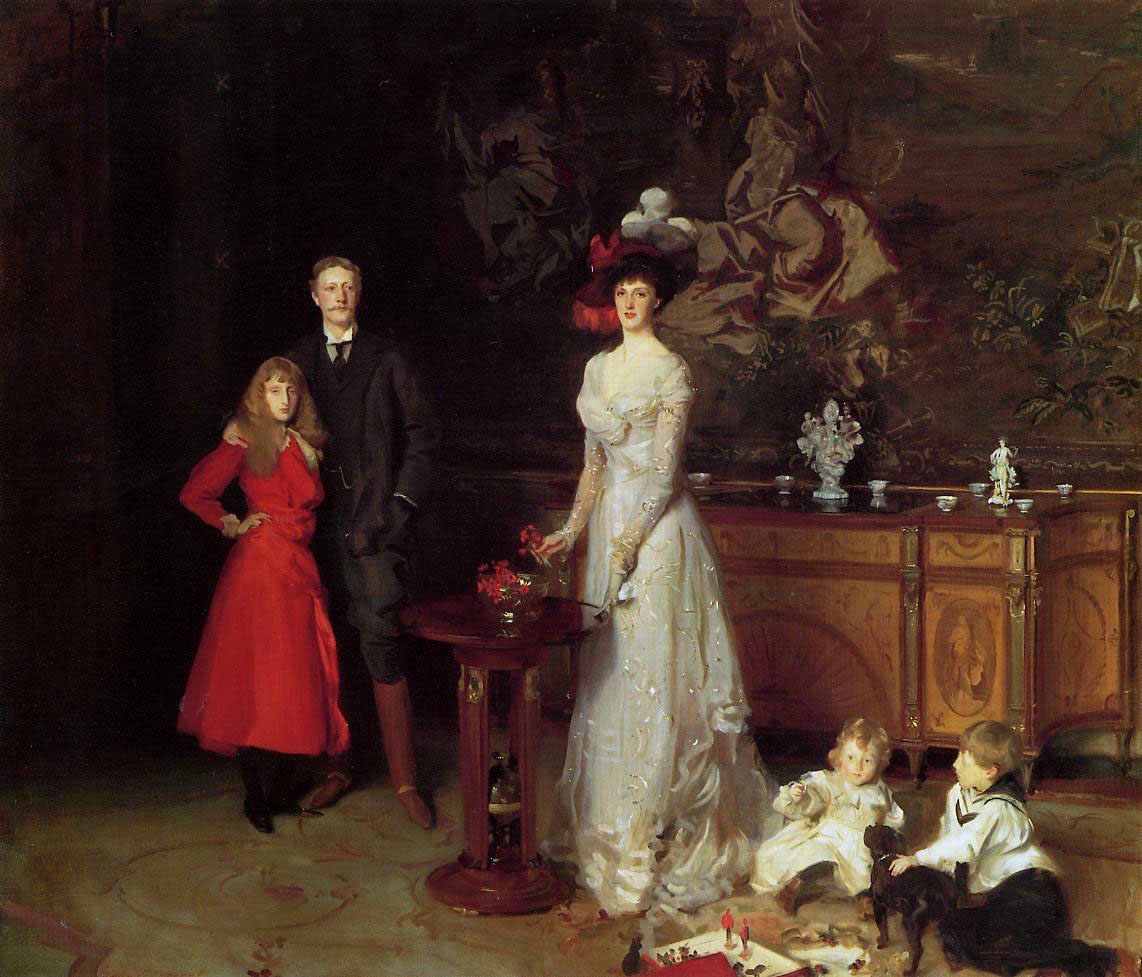
John Singer Sargent: von links nach rechts Edith, Sir George, Lady Ida, Sacheverell und Osbert, Öl auf Leinwand, um 1900

Osbert Sitwell stammte aus einem aristokratischen, aber exzentrischen Elternhaus aus Yorkshire: Seine Eltern waren Sir George Sitwell, 4. Baronet und Ida Sitwell. Osbert war das zweite Kind der Beziehung. Fünf Jahre zuvor war seine Schwester Edith auf die Welt gekommen. Fünf Jahre später kam sein Bruder Sacheverell zur Welt.
Die Ehe der Eltern war zutiefst zerrüttet. George Sitwell hatte um die Hand der zu dem Zeitpunkt 17-jährigen Ida Emily Augusta Denison angehalten, nachdem er ihr erst zwei Mal begegnet war. Ihm war bis zur Hochzeit nicht bewusst, dass die dem damaligen Schönheitsideal so entsprechende lebhafte Tochter von Lord Londesborough und Enkelin des 7. Duke of Beaufort vermutlich auf Grund einer Erkrankung in der Kindheit geistig erheblich eingeschränkt war. Sie war kaum des Schreibens fähig, war nicht in der Lage, Zahlen zu multiplizieren und konnte mit abstrakten Werten wie Geld nicht umgehen und entwickelte bereits in den ersten Jahren ihrer Ehe eine Alkoholsucht. In einem Gerichtsprozess im Jahre 1915 sagte George Sitwell über seine Ehefrau aus:

„Sie war 17 Jahre alt als ich sie heiratete. Es war deutlich, dass ihre Erziehung vernachlässigt worden war, aber ich war mir sicher, dass sich ihr Verstand und ihr Charakter entwickeln würde, wenn sie einmal ihre bisherige Umgebung verlassen würde. Seit Beginn der Ehe ist sie jedoch vollständig unfähig, den Wert von Geld einzuschätzen. Sie hat Geschäftsangelegenheiten niemals durchschaut und ist sich nicht bewusst, welche Verbindlichkeiten sie von Zeit zu Zeit eingeht.“

Ausgesprochen verschwendungssüchtig, verschuldete Ida sich immer wieder und verbrachte, nachdem sich Osberts Vater nach einem besonderen Exzess geweigert hatte, ihre Schulden zu begleichen, im Jahre 1915 drei Monate im Gefängnis. Obwohl George Sitwell sich nach der Verurteilung bemühte, diese Haftstrafe abzuwenden, war dies nicht mehr möglich. Eine Scheidung hätte zur gesellschaftlichen Ausgrenzung geführt. Alle drei Kinder des Ehepaars litten erheblich unter der schwierigen Beziehung ihrer Eltern und solidarisierten sich frühzeitig mit einem der beiden Ehepartner. Die Inhaftierung der Mutter verstärkte den Zusammenhalt der drei Geschwister Edith, Sacherevell und Osbert. Im Fall von Osbert verstärkte der Vorfall den Hass auf den Vater.

### Kindheit und Jugend

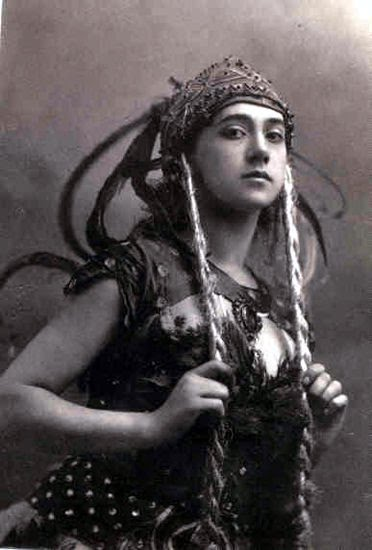
Tamara Karsawina als Feuervogel, 1910. Osbert Sitwell erlebte sie in einer Aufführung kurz vor dem Beginn des Ersten Weltkrieges und bezeichnete dies noch 35 Jahre später als eine lebensprägende Erfahrung.

Osbert Sitwell hat in seinen Memoiren behauptet, er sei während seiner Kindheit seinem Vater sehr verbunden gewesen. Er besuchte Privatschulen in Scarborough und Wokingham, später wurde er Schüler am Eton College und suchte bei seinem Vater Rat bei Problemen mit Mitschülern an dieser Schule. George Sitwell nahm früh Einfluss auf die literarische Bildung seines Sohnes. Er schenkte ihm eine Ausgabe von Alexander Popes The Rape of the Lock, die von Aubrey Beardsley illustriert war und legte ihm nahe, die Schriften von John Ruskin und Charles Darwins Über die Entstehung der Arten zu lesen. George Sitwell nahm seinen Sohn auch auf seinen Reisen nach Italien mit. Osbert lernte so Venedig – bis an sein Lebensende seine Lieblingsstadt –, Rom, Florenz und Neapel kennen. Zum Bruch zwischen Vater und Sohn kam es erst in den späten Teenagerjahren von Osbert, als sein Vater zunehmend befürchtete, sein ältester Sohn werde sich als ähnlich verschwendungssüchtig wie dessen Mutter erweisen.
Osbert hatte sich in Eton, wo Gemeinschaftssinn und Sportsgeist betont wurde, niemals wohlgefühlt – später behauptete er scherzhaft, seine Bildung habe er allein den Ferien von Eton zu verdanken. Osberts Wunsch, nach Oxford zu gehen, fand keine Unterstützung bei seinem Vater. George Sitwell war der Ansicht, dass es seinem Sohn vor allem an Selbstdisziplin mangele und er hoffte, dass eine Zeit beim Militär ihn diese lehre. Das Staff College in Camberley sollte seinen Sohn eigentlich auf die Aufnahmeprüfung für die Royal Military Academy Sandhurst vorbereiten, aber nachdem Osbert in der Aufnahmeprüfung zweimal durchgefallen war, kaufte ihm sein Vater ein Offizierspatent bei der Yeomanry. Er wurde sofort den 11h Husar zugewiesen, einem der Kavallerieregimentern der britischen Armee.
Für den unsportlichen Osbert, der auch kein guter Schütze war, war der Dienst bei der Kavallerie eine demütigende Erfahrung. Er nutzte jede Gelegenheit, um von Aldershot, seinem Stationierungsort, nach London zu fahren und sah dort unter anderem die Aufführung des Ballets Russes von Igor Stravinskys Feuervogel, bei der Tamara Karsawina die Hauptrolle tanzte. Für Osbert war dies eine der prägenden Erfahrungen seines Lebens. Rund 35 Jahre später schrieb er in Good Morning

„Ich wusste nun, wo ich stand. Ich würde mich, so lange ich lebte, auf der Seite der Künste befinden ... ich würde den Künstler bei jeder Diskussion und bei jeder Gelegenheit unterstützen.“

### Gardeoffizier

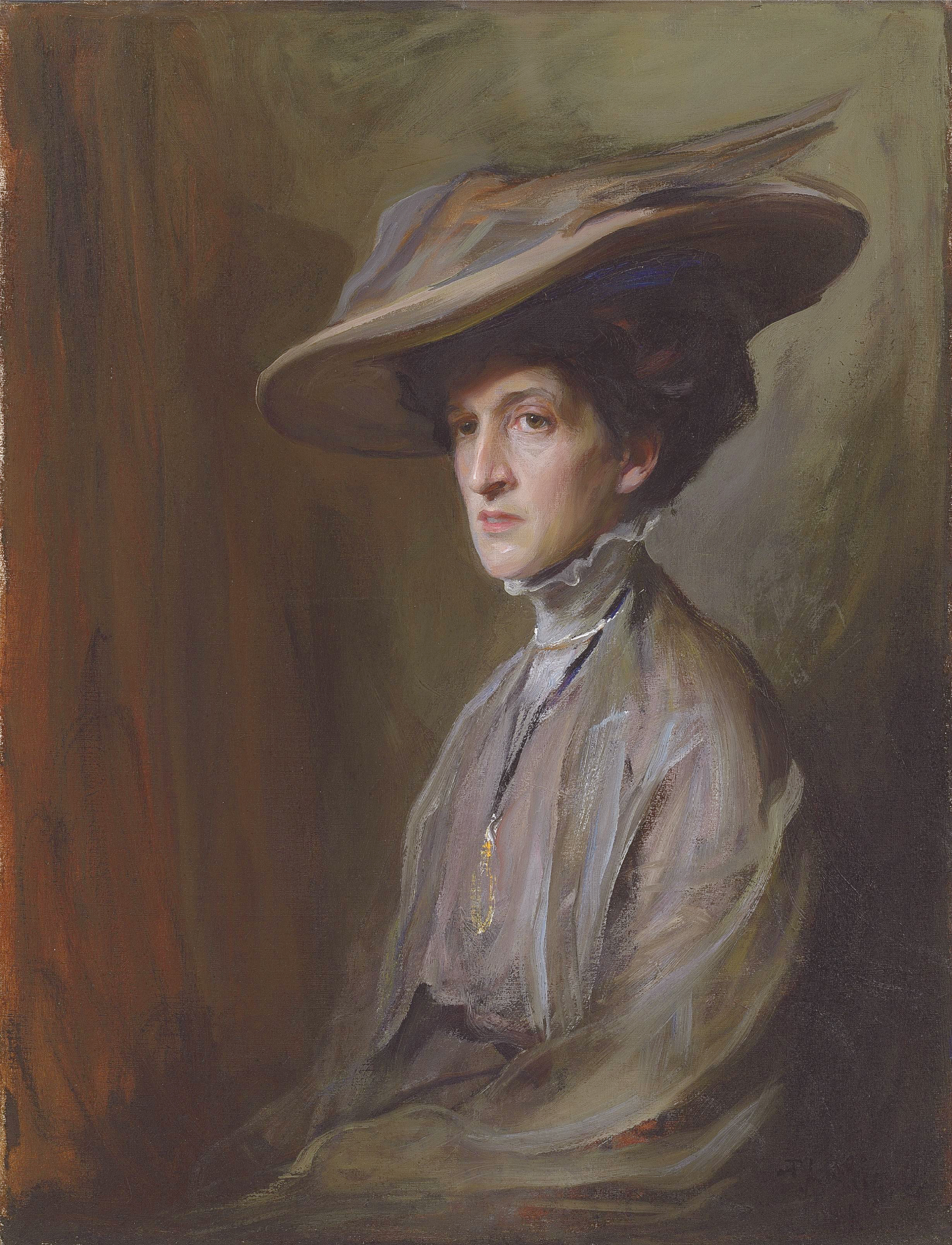
Philip Alexius de László: Margot, Lady Asquith, Öl auf Leinwand, 1909; Parliamentary Art Collection. Osbert war als junger Gardeoffizier regelmäßig Gast bei ihren Einladungen

Etwa um dieselbe Zeit hatte seine Mutter erneut so hohe Schulden bei Kredithaien aufgehäuft, dass sein Vater sie zeitweilig vom Familiensitz verbannte. Der Familienstreit führte zu einem Nervenzusammenbruch bei Osbert. Er wurde über längere Zeit von seinem Regiment beurlaubt und bei seiner Rückkehr arrangierte sein Vater, dass Osbert zukünftig bei den Grenadier Guards diene. Als Offizier dieser in London stationierten Garde hatte er genügend Freizeit, um Einladungen der Londoner Gesellschaft nachzukommen. Er war regelmäßiger Gast auf Festen, die Margot Asquith, die Frau des britischen Premierministers, gab. Er verkehrte außerdem bei Alice Keppel, der Geliebten des verstorbenen Königs Eduard VII. und freundete sich mit Diana Cooper an.
Osbert Sitwell erhielt von seinem Vater in dieser Zeit eine jährliche Zahlung von 700 britischen Pfund, um seine Ausgaben zu decken. Osbert verschuldete sich trotz dieser vergleichsweise großzügigen Apanage mit Ausgaben für Clubmitgliedschaften, für extravagante Kleidung und Vergnügungen sehr rasch, was zu heftigen Auseinandersetzungen zwischen Vater und Sohn führte.
Im Sommer 1914 hatte George Sitwell von der Verschwendungssucht seines Sohnes genug. Er informierte Osbert, dass er entweder auf die jährliche Apanage verzichten oder auf den Familiensitz Renishaw Hall zurückkehren, und eine Stelle in der Stadtverwaltung von Scarborough annehmen müsse. Sein Militärdienst würde sich auf einen Dienst in der Reserve begrenzen. Osbert wäre gezwungen gewesen, diesem Wunsch seines Vaters zu folgen oder ohne finanzielle Mittel dazustehen. Der Ausbruch des Ersten Weltkrieges verhinderte jedoch, dass Osbert seine Stelle bei der Stadtverwaltung in Scarborough antrat. Kurz vor Ausbruch des Ersten Weltkrieges wurde er zum Militärdienst einberufen.

### Erster Weltkrieg
Während des Ersten Weltkriegs kämpfte Sitwell in der Nähe von Ypern. Seine ersten Erfahrungen des Stellungskrieges machte er kurz vor Weihnachten 1914. In Laughter in the Next Room (1949) hielt Osbert fest, wie tief erschüttert er war von den Zerstörungen des andauernden Bombardements. Osbert verbrachte jeweils vier Tage in den Schützengräben, die er mit Särgen verglich, über denen der Tod brütete, bevor er sich vier Tage hinter der Front erholen konnte. Um sich dem Wahnsinn des Krieges und der unerträglichen Langeweile in den Schützengräben zwischen den Angriffen zu entziehen, las er Dickens, Shakespeare und Dostojewski.  George Sitwell sandte seinem Sohn wasserdichte Stiefel, antiseptische Seife und Flohpulver und bat ihn dringlich, ihm zu schreiben, was immer er benötige.

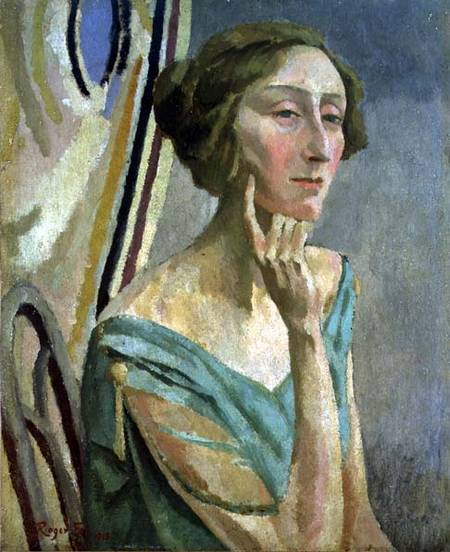
Roger Fry: Porträt von Edith Sitwell, Öl auf Leinwand, 1915, Museums Sheffield; bereits 1916 gab Osbert Sitwell gemeinsam mit seiner Schwester einen ersten Gedichtband heraus.

Bereits 1915 wurde der zu dem Zeitpunkt 23-jährige Osbert in den Rang eines Captains befördert. Im Januar 1916 schrieb er sein erstes Gedicht, das den Titel Babel trug. Poesie zu schreiben gab ihm das Gefühl, einen Lebenszweck gefunden zu haben. Gemeinsam mit seiner Schwester Edith gab er bereits 1916 einen schmalen Band mit Gedichten heraus, der nach einem Gedicht von Osbert den Titel Twentieth Century Harlequinade trug.
Im April 1916 erlitt er eine kleine Schnittverletzung an einem Finger, die unter den Lebensbedingungen in den Schützengräben zu einer Blutvergiftung führte. Sie war so gravierend, dass nach mehreren Wochen in einem Lazarett hinter der Frontlinie der unverändert schwerkranke Osbert nach Großbritannien zurückbeordert wurde. Er sollte sich auf dem Familiensitz von Renishaw Hall erholen. Nach seiner Genesung wurde Osbert nicht wieder an die Front zurückversetzt, obwohl er darum gebeten hatte. Es ist unklar, ob ihm der weitere Fronteinsatz von seinen Vorgesetzten verweigert wurde, weil Ärzte eine Herzschwäche bei ihm diagnostizierten, oder ob der Skandal um die Inhaftierung seiner Mutter Ida bei seinen vorgesetzten Offizieren Zweifel ausgelöst hatten, ob er die charakterliche Stärke besitze, Truppen in einer Schlacht zu führen.
Osbert schrieb weiterhin Gedichte, die ähnlich denen von Siegfried Sassoon seine Desillusionierung über den Ersten Weltkrieg wiedergaben und in der britischen Wochenzeitschrift The Nation erschienen. Ähnlich wie Sassoon war Osbert mittlerweile zu der Überzeugung gekommen, dass es in dieser Phase des Krieges nur noch um Eroberungen gehe.
Osberts jüngerer Bruder Sacheverell hatte direkt nach seinem Schulabschluss am Eton College seinen Militärdienst bei den Grenadieren angetreten. Eine Serie mehrerer schwerer Erkrankungen verhinderte jedoch seinen Fronteinsatz und er tat in einem Ausbildungsbattalion in Aldershot Dienst. Er verbrachte so viel Zeit, wie er konnte, mit seinem Bruder in London, wo dieser mittlerweile in Chelsea ein Haus gemietet hatte. Sacheverell war ähnlich wie sein Bruder kulturell interessiert und gemeinsam besuchten sie avantgardistische Kunstausstellungen und moderne Ballettaufführungen. Beide Brüder steuerten Gedichte zu den sechs Anthologien bei, die ihre Schwester zwischen den Jahren 1916 und 1921 publizierte. Andere Beitragende waren unter anderem Aldous Huxley, Iris Tree und Nancy Cunard. Am Tag des Waffenstillstands war der große russische Impresario Sergei Pawlowitsch Djagilew bei den beiden Brüdern zum Abendessen zu Gast.

### Jahre nach dem Ersten Weltkrieg

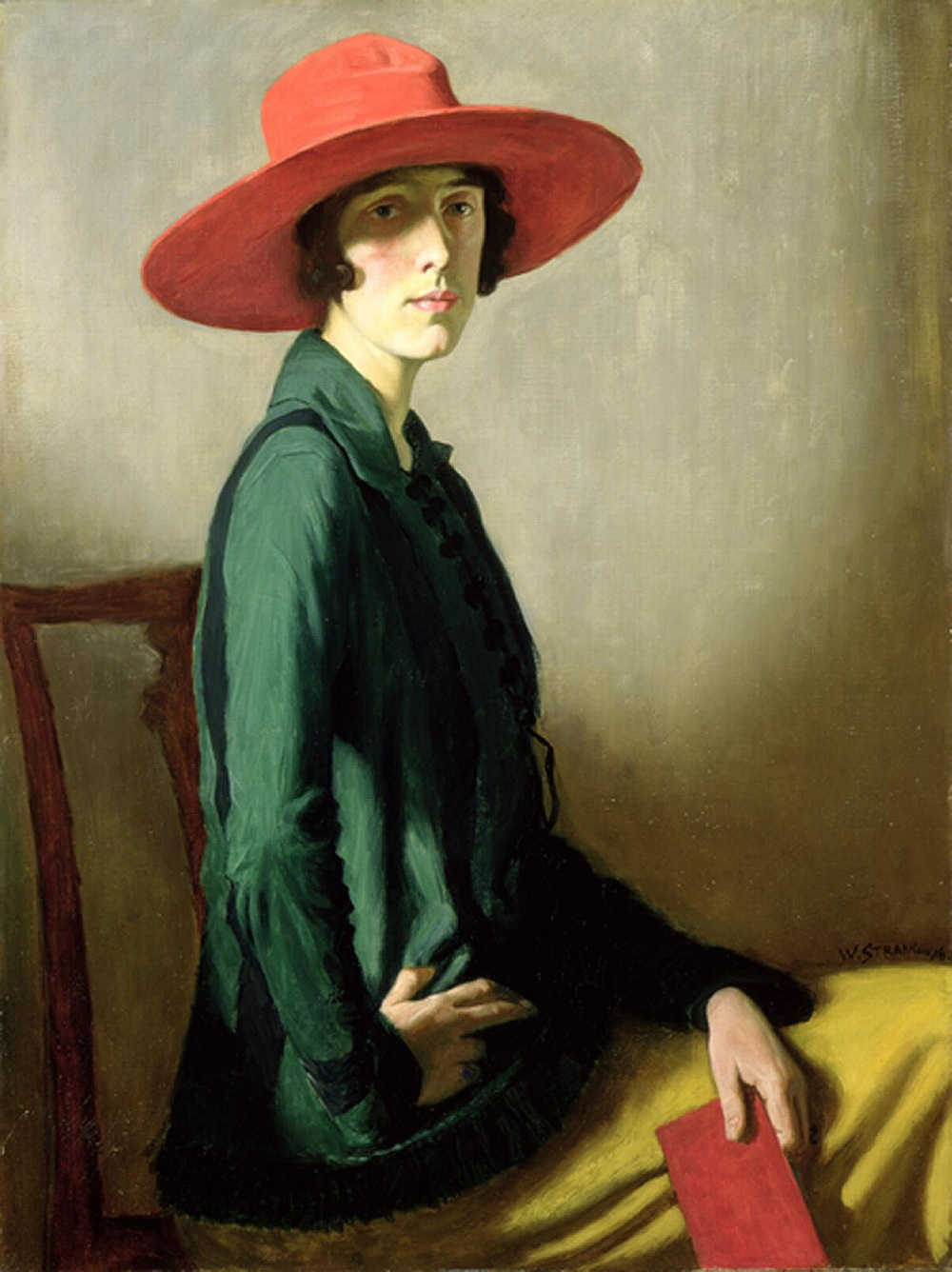
Lady in a Red Hat – Vita Sackville-West, Gemälde von William Strang, 1918

1919 erkrankte Osbert Sitwell an der damals weltweit grassierenden Spanischen Grippe. Seine Erkrankung führte zu bleibenden Folgeschäden, die ihn für den Rest seines Lebens gesundheitlich einschränkten. Osbert hoffte, sich einen Namen als einer der herausragenden Schriftsteller seiner Zeit zu machen, und war lange Zeit nicht in der Lage zu erkennen, dass ihm dafür das Talent fehlte. Er wurde jedoch einer der großen Kunstförderer seiner Zeit.

In den Jahren nach dem Ersten Weltkrieg bildete Osbert Sitwell zusammen mit seinen Geschwistern in London das Zentrum eines avantgardistischen kulturellen Zirkels, unter anderem mit Margot Asquith, Raymond Asquith, Nancy Cunard, Vita Sackville-West, George Moore, Lady Diana Cooper, Alice Keppel und deren Tochter Violet Trefusis. Edith Sitwell war unter den drei Geschwistern die bekannteste. Sie hatte neben den von ihr herausgegebenen Anthologien auch eigene Gedichtbände veröffentlicht und das Prosawerk Children's Tales from the Russian Ballet veröffentlicht. Die Geschwister standen mit zahlreichen Schriftstellern in enger Verbindung. Sie kannten neben Aldous Huxley auch Wilfred Owen, der kurz vor dem Waffenstillstand gefallen war, sowie Siegfried Sassoon, Lytton Strachey, Robert Graves und den walisischen Lyriker W. H. Davies, der sich eng mit Osbert anfreundete. Der zu dieser Zeit überaus erfolgreiche Romanautor Arnold Bennett half Osbart, Herausgeber bei einer vierteljährlich erscheinenden Kunstzeitschrift zu werden. Allerdings stellte diese Publikation ihr Erscheinen nach einem Jahr ein.

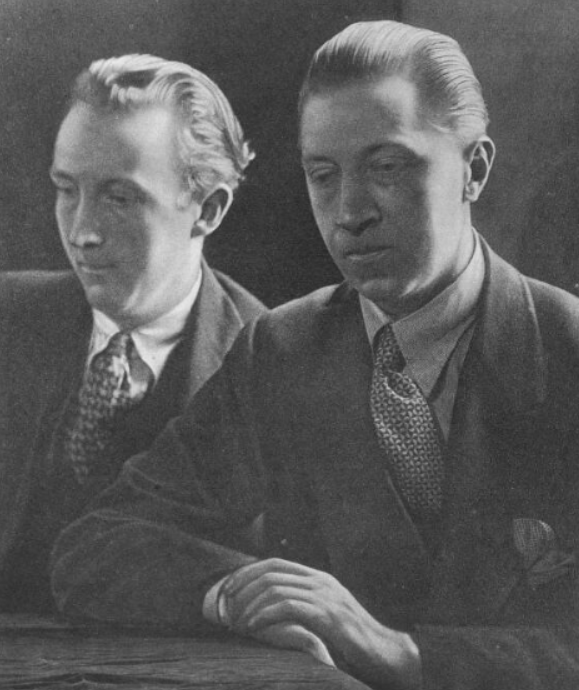
Osbert Sitwell (rechts) mit seinem Bruder Sacheverell, 1925

1919 veranstalteten die Sitwell-Brüder eine Ausstellung moderner französischer Kunst in der Tottenham Court Road, London. Unter den Malern, deren Werke gezeigt wurden, waren unter anderem André Derain, Henri Matisse, Amedeo Modigliani, Pablo Picasso, Chaim Soutine und Maurice de Vlaminck. Da zu diesem Zeitpunkt moderne französische Kunst in Großbritannien noch weitgehend unbekannt war, stellte die Ausstellung eine große Leistung dar. Die meisten britischen Kunstkritiker besprachen die Ausstellung negativ, aber Arnold Bennett hob die Leistung der beiden Sitwell-Brüder hervor.
In den 1920er Jahren traf Osbert Sitwell den Journalisten David Horner und wurde dessen langjähriger Lebensgefährte. Während des Zweiten Weltkriegs lebte er mit seiner Schwester auf dem Familiensitz „Renishaw Hall“ bei Sheffield. 1948 erbte er beim Tod seines Vaters den Titel eines Baronet of Renishaw in the County of Derby.
Zum Zeitpunkt seines Todes litt Sir Osbert Sitwell schon mehrere Jahre an der Parkinson-Krankheit; seine Asche wurde auf den Cimitero Evangelico agli Allori in Florenz bestattet.

## Auszeichnungen
- Mitglied der Royal Society of Literature
- Mitglied der Royal Institute of British Architects
- Ehrenmitglied der American Academy of Arts and Letters (1951)[19]
- Commander of the British Empire (1956)
- Companion of Honour (1958)

## Erwähnenswertes
- Die Familie Sitwell ist mit unzähligen anderen Adligen Englands verwandt. Die Sitwells und Winston Churchill, ein Mitglied der Familie des Duke of Marlborough, haben gemeinsame Ahnen.[20]
- Die Sitwell-Geschwister hatten ihrem Vater nie verziehen, dass er die Schulden ihrer Mutter nicht beglich, was Lady Ida vor dem Gefängnis bewahrt hätte. Lady Ida Sitwell war auf einen Gauner hereingefallen, der sie in betrügerische Geldgeschäfte verwickelte und dessentwegen sie 1913 drei Monate im Gefängnis verbrachte.

## Veröffentlichungen
| - 1919 Argonaut and Juggernaut - 1921 At the House of Mrs Kinfoot - 1924 Triple Fugue - 1925 Discursions on Travel, Art and Life - 1926 Before the Bombardment - 1929 The Man Who Lost Himself - 1934 Miracle on Sinai - 1937 Those Were the Days - 1940 A collection of short stories Open the Door | - 1940 A Place of One's Own - 1943 Selected Poems - 1944 Sing High, Sing Low - 1945 Left Hand, Right Hand - 1946 The Scarlet Tree - 1948 Great Morning - 1949 Laughter in the Next Room - 1950 Noble Essences: a Book of Characters - 1960 The Cinderella Complex |

## Einzelbelege
1. 1 2 3  Sitwell: Renishaw Hall: The Story of The Sitwells. S. 161.
2. ↑  Sitwell: Renishaw Hall: The Story of The Sitwells. S. 101
3. ↑  Sitwell: Renishaw Hall: The Story of The Sitwells. S. 153.
4. ↑  Sitwell: Renishaw Hall: The Story of The Sitwells. S. 154.
5. ↑  Sitwell: Renishaw Hall: The Story of The Sitwells. S. 155.
6. ↑  Sitwell: Renishaw Hall: The Story of The Sitwells. S. 133
7. ↑  Sitwell: Renishaw Hall: The Story of The Sitwells. S. 138.
8. ↑  Sitwell: Renishaw Hall: The Story of The Sitwells. S. 143.
9. ↑  Sitwell: Renishaw Hall: The Story of The Sitwells. S. 144.
10. ↑  Osbert Sitwell: Good Morning, S. 141
11. ↑  Sitwell: Renishaw Hall: The Story of The Sitwells. S. 145.
12. ↑  Sitwell: Renishaw Hall: The Story of The Sitwells. S. 146.
13. 1 2 3  Sitwell: Renishaw Hall: The Story of The Sitwells. S. 148.
14. 1 2 3 4  Sitwell: Renishaw Hall: The Story of The Sitwells. S. 156.
15. ↑  Sitwell: Renishaw Hall: The Story of The Sitwells. S. 152.
16. 1 2  Sitwell: Renishaw Hall: The Story of The Sitwells. S. 157.
17. 1 2 3 4  Sitwell: Renishaw Hall: The Story of The Sitwells. S. 158.
18. 1 2  Sitwell: Renishaw Hall: The Story of The Sitwells. S. 159.
19. ↑  Honorary Members: Osbert Sitwell. American Academy of Arts and Letters, abgerufen am 22. März 2019 (falsches Todesjahr).
20. ↑  The Sitwell family

| Vorgänger      | Amt                             | Nachfolger          |
| -------------- | ------------------------------- | ------------------- |
| George Sitwell | Baronet (of Renishaw) 1948–1969 | Sacheverell Sitwell |

| Personendaten    | Personendaten                                   |
| ---------------- | ----------------------------------------------- |
| NAME             | Sitwell, Osbert                                 |
| ALTERNATIVNAMEN  | Sitwell, Francis Osbert Sacheverell, 5. Baronet |
| KURZBESCHREIBUNG | britischer Schriftsteller                       |
| GEBURTSDATUM     | 6. Dezember 1892                                |
| GEBURTSORT       | London                                          |
| STERBEDATUM      | 4. Mai 1969                                     |
| STERBEORT        | Castello di Montegufoni bei Florenz             |